# La canción de los héroes
«La canción de los héroes» es una canción de 1991, adaptación al español del tema de apertura francés «Les chevaliers du zodiaque» de la serie de anime japonés Saint Seiya.

## Historia
«La canción de los héroes», llamada popularmente «Los guardianes del Universo» por su frase inicial, fue la canción que remplazó en el mundo hispanoamericano a «Pegasus Fantasy», tema principal original de la serie.
Francia fue uno de los primeros países en importar el anime, y existía la costumbre de adaptar las canciones al idioma francés. La nueva canción fue escrita por Jean Francois Porry y la música compuesta por Gerard Salesses, y el encargado de interpretarla fue Bernard Minet, cantante que ya tenía en su repertorio otros temas musicales adaptados de animes como Halcones Galácticos. 
Al pasar Saint Seiya a España, se hizo lo mismo que en Francia, tomándose como base «Les chevaliers du zodiaque». Esta nueva versión en español fue producida por Amado Jaén e interpretada por Ramón Llenas. Finalmente, la serie cruzó el Atlántico manteniendo en el opening la versión española en las emisiones en Latinoamérica.